# Dolní Roveň
Dolní Roveň är en ort i Tjeckien.   Den ligger i regionen Pardubice, i den centrala delen av landet, 110 km öster om huvudstaden Prag. Dolní Roveň ligger 232 meter över havet och antalet invånare är 1 899.
Terrängen runt Dolní Roveň är platt.Runt Dolní Roveň är det ganska glesbefolkat, med 43 invånare per kvadratkilometer. Närmaste större samhälle är Pardubice, 13,7 km väster om Dolní Roveň. Trakten runt Dolní Roveň består till största delen av jordbruksmark.